# بانک دولتی ویتنام

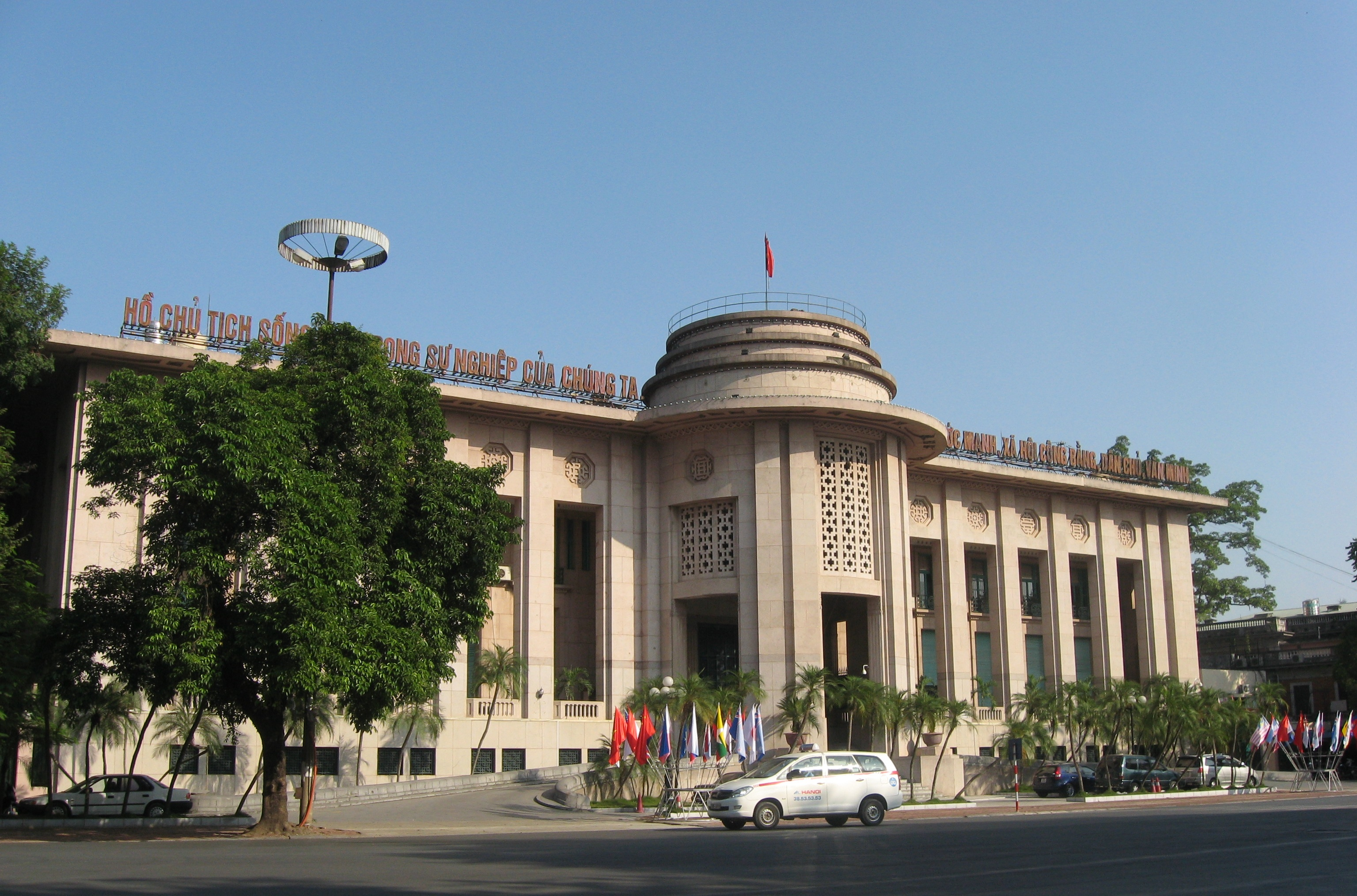
نمایی از بانک دولتی ویتنام

بانک دولتی ویتنام (ویتنامی: Ngân hàng Nhà nước Việt Nam) بانک مرکزی ویتنام است، که در سال ۱۹۵۱ تأسیس شد.